# Riječki teološki časopis
Riječki teološki časopis / Ephemerides theologicae Fluminenses, hrvatski katolički teološki list

## Povijest
Pokrenut je 1993. godine. Izlazi u Rijeci. Uređivali su ga Mile Bogović, teolog Ivan Devčić, Franjo Emanuel Hoško, Josip Grbac, Nikola Vranješ i Marko Medved. 
Znanstveni je časopis Teologije u Rijeci – Područnog studija Katoličkog bogoslovnog fakulteta Sveučilišta u Zagrebu. Znanstveno je glasilo Teologije u Rijeci. Izlazi u siječnju i lipnju. Objavljuje radove s područja teoloških znanosti. Časopis je otvoren i ostalim znanstvenicima koji proučavaju religiozne, kulturne, povijesne, sociološke, filozofske, političke i ostale apsekte uloge Crkve i kršćanstva, posebno na prostorima Riječke metropolije. Recenzenti su vanjski, recenzija je samo kod znanstvenih radova, jednostruka, većinom tuzemna i jednostruko slijepa.

## Vanjske poveznice
- Teologija u Rijeci  Arhivirana inačica izvorne stranice od 2. prosinca 2019. (Wayback Machine) Riječki teološki časopis